# José Manuel Ruiz Reyes
José Manuel Ruiz Reyes (Granada, 16 de juliol de 1978) és un jugador de tennis de taula de classe 10. Acumula al voltant de trenta condecoracions en campionats europeus i internacionals, entre les quals compta amb quatre medalles paralímpiques. És jugador de la Reial Federació Espanyola de Tennis de Taula i ha participat en els Jocs Paralímpics d'Atlanta 1996, Sidney 2000, Atenes 2004, Pequín 2008 i Londres 2012; a més, ha estat convocat pels Rio de Janeiro 2016.

## Campionat d'Europa
La seva primera medalla va ser en el Campionat d'Europa de 1995 a Hillerod (Dinamarca) on va obtenir la medalla de bronze en la prova d'"Equips". Va participar en edicions posteriors, entre les quals destaquen la de 2001 a Frankfurt (Alemanya), on va obtenir la medalla d'or en la prova "Individual", i 2007 a Kranjska Gora (Eslovènia), on va obtenir l'or tant a la prova "Open" com en la "Dobles".

## Jocs Olímpics
Ha participat en cinc edicions dels jocs paralímpics ―Atlanta 1996, Sidney 2000, Atenes 2004, Pequín 2008 i Londres 2012―, a més d'haver estat convocat per a Rio de Janeiro 2016 i escollit abanderat de l'equip espanyol, compost per 114 esportistes i 68 membres de l'equip tècnic.
Ha obtingut dues medalles de bronze a les proves d'equips de Sidney 2000 contra França i Londres 2012 contra Ucraïna i dos de plata, en la prova individual de Sidney contra la República Txeca i en la prova d'equips de Pequín contra Xina.

## Condecoracions
En 2013 va ser condecorat amb la medalla de bronze del Reial Orde al Mèrit Esportiu amb altres esportistes que havien obtingut la medalla de bronze en els Jocs Paralímpics de Londres 2012 ―els ciclistes Miguel Ángel Clemente, Diego Javier Muñoz i Maurice Eckhard, els nedadors José Antonio Marí i Deborah Font, la judoka Mónica Merenciano, i el també tennista de taula, Jorge Cardona―.